# Горячева, Ирина Георгиевна
Ири́на Гео́ргиевна Горя́чева (род. 30 мая 1947, Свердловск) — советский и российский учёный, крупный специалист в области механики деформируемого твердого тела, механики контактных взаимодействий и трибологии. Доктор физико-математических наук, профессор кафедры теории пластичности механико-математического факультета МГУ и МФТИ, академик РАН (2003; член-корреспондент с 1997 г.).

## Биография
В 1965 году окончила с золотой медалью среднюю школу № 17 г. Тольятти Куйбышевской области. С отличием окончила механико-математический факультет МГУ по кафедре теории пластичности (1970 г.), ученица Л. А. Галина, однокурсником был В. В. Марков. В 1973 году окончила аспирантуру того же факультета.
С 1973 года работает в Институте проблем механики АН СССР (ныне — РАН) в лаборатории трибологии (с 1996 года — заведующая этой лабораторией).
В 1974 году защитила кандидатскую диссертацию на тему «Исследование трения качения при учёте проскальзывания и вязкоупругости», а в 1988 году — докторскую диссертацию «Контактные задачи в трибологии». Профессор кафедры теории пластичности МГУ, а также профессор кафедры механики управляемых систем МФТИ.
Под руководством И. Г. Горячевой защищены 6 кандидатских диссертаций, а один из её учеников защитил докторскую диссертацию.
Председатель Межведомственного научного совета по трибологии РАН, Минобрнауки России и Союза научных и инженерных объединений (обществ).
С 2011 года — председатель Российского национального комитета по теоретической и прикладной механике.
Член редколлегий журналов «Прикладная математика и механика» (главный редактор с 2019), «Вычислительная механика сплошных сред», «Трибология и износ» и др.
Избрана 30 мая 1997 года в члены-корреспонденты РАН по Отделению проблем машиностроения, механики и процессов управления. 22 мая 2003 года избрана действительным членом РАН по Отделению энергетики, машиностроения, механики и процессов управления.

## Научные интересы
И. Г. Горячева работает в области деформируемого твёрдого тела, занимаясь в основном задачами механики контактных взаимодействий и трибологии. Ею внесён существенный вклад в разработку теоретических основ механики дискретного контакта и методов расчёта контактных характеристик однородных и неоднородных шероховатых тел, в развитие теории взаимодействия упругих и вязкоупругих тел с учётом адгезионных сил различной природы, в построение аналитических методов решения ряда смешанных задач теории упругости и вязкоупругости.
Она является автором более 150 публикаций, в том числе трёх монографий.

## Награды
- Медаль ордена «За заслуги перед Отечеством» II степени (2022)[9]
- Лауреат премии Правительства Российской Федерации в области науки и техники за 2006 год — «за создание и внедрение в машиностроение высокоресурсных крупногабаритных экологически чистых узлов трения скольжения с высокими триботехническими свойствами»[10].
- Лауреат Национальной премии общественного признания достижений женщин «Олимпия» Российской Академии бизнеса и предпринимательства в 2005 г.[11]
- Золотая медаль в области трибологии (2009)[12]
- Лауреат премии Ленинского комсомола (1979).

## Книги
- Горячева И. Г.  Механика фрикционного взаимодействия / Отв. ред. А. Ю. Ишлинский. — М.: Наука, 2001. — 478 с. — ISBN 5-02-002567-4.